# Distichophyllum crispulum
Distichophyllum crispulum är en bladmossart som beskrevs av Mitten 1882. Distichophyllum crispulum ingår i släktet Distichophyllum och familjen Hookeriaceae. Inga underarter finns listade i Catalogue of Life.